# لوئیس رامیرس ساپاتا
لوئیس رامیرس ساپاتا (اسپانیایی: Luis Ramírez Zapata‎؛ زادهٔ ۶ ژانویهٔ ۱۹۵۴) بازیکن سابق و مربی فوتبال اهل السالوادور است.
از باشگاه‌هایی که در آن بازی کرده‌است می‌توان به باشگاه ورزشی کارتاگینیس، باشگاه فوتبال آلیانسا، و باشگاه فوتبال پوئبلا اشاره کرد.
وی همچنین در تیم ملی فوتبال السالوادور بازی کرده‌است.